# DEFA 791
Il DEFA 791 è un cannone automatico di tipo revolver moderno francese in calibro 30 mm.
Ultimo esponente della famiglia dei DEFA 550, il cannone automatico DEFA 30 M 791 è presente sul Dassault Rafale in un solo esemplare. Rispetto ai precedenti DEFA 550, che avevano incrementato la cadenza di tiro, fermo restando la relativa scarsa potenza del colpo, sia in peso che in velocità, quest'arma è molto più potente, con cadenza di tiro selezionabile tra 300 e 2500 colpi al minuto, nonché munizioni con bossolo di 150 mm. Solo il proiettile resta molto leggero, ma questo aiuta a tenere la traiettoria tesa e veloce, ideale per il tiro aria-aria.
Il DEFA 30 M 781 è la variante destinata ad equipaggiare la torretta THL 30 dell'Eurocopter Tiger.
Caratteristiche del Canon 30 M 791:
- Massa: 120 kg
- Sforzo di rinculo: < 2.700 daN
- Cadenza di tiro: 2.500 colpi al minuto (21 granate sparate e 1 kg di esplosivo rilasciato in 0,5s)
- Modalità di tiro: raffiche limitate (0,5s o 1s) o libere
- Munizioni: 30 × 150 mm dotate di un innesco di sicurezza 1A-1W (calibro/lunghezza bossolo)
- Velocità iniziale: 1.025 m/s
- Alimentazione elettrica: 28 V - 5 A - continua
- Dimensioni: 2.400 x 290 x 240 mm (L × l × h)
- Temperatura di funzionamento: -54 °C / +74 °C